# Guerra de Verão
A Guerra de Verão (em estônio: Suvesõda) foi a ocupação da Estônia durante a Segunda Guerra Mundial. Foi travado entre os Irmãos da Floresta (Metsavennad), os Omakaitse e o 18º Exército da Wehrmacht contra as forças do 8º Exército da URSS e do NKVD.

## Prelúdio
Em 17 de junho de 1940, a URSS ocupou a Estônia e em 6 de agosto, a Estônia tornou-se uma República Socialista Soviética. Civis estônios e potenciais opositores soviéticos foram reprimidos e enviados para campos de prisioneiros e colÔnias na União Soviética durante a deportação em junho. 

## Invasão
Quando o Terceiro Reich invadiu a União Soviética em 22 de junho de 1941, alguns estonianos esperavam que os alemães libertassem os países bálticos do domínio soviético. O Grupo de Exércitos Norte, liderado pelo Marechal General Wilhelm Ritter von Leeb, invadiu a Estônia. No Norte da Estônia, os Batalhões de Destruição dos Soviéticos defenderam ferozmente a área, e esta foi a última a ser ocupada pela Alemanha. Cerca de 12.000  partisans dos Irmãos da Floresta da Estônia atacaram as forças do NKVD e o 8.º Exército. Depois que o 18º Exército Alemão cruzou a fronteira sul da Estônia de 7 a 9 de julho; os Irmãos da Floresta organizaram unidades maiores. Eles enfrentaram as unidades do 8º Exército e os batalhões de destruição em Antsla em 5 de julho de 1941. 

### Massacre de Kautla

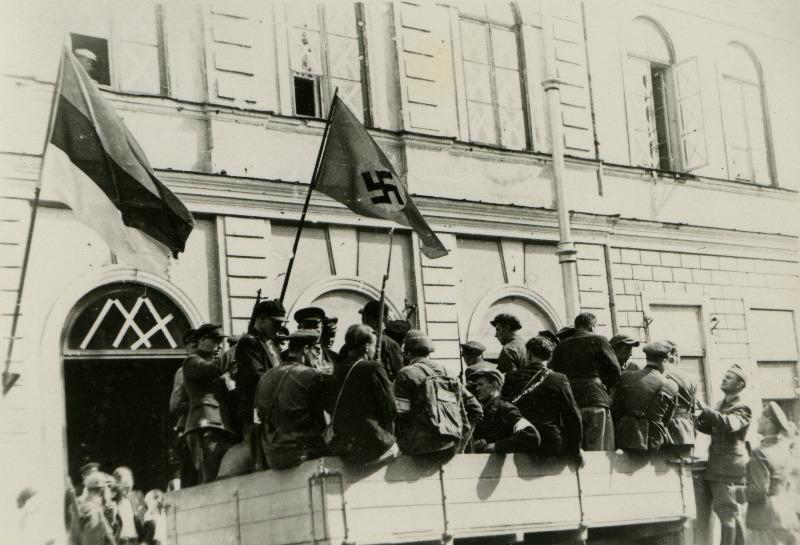
Omakaitse em Pärnu, 8 de julho de 1941

No Massacre de Kautla, vinte civis foram assassinados e muitos foram torturados antes de serem mortos. A proporção de propriedades destruídas em relação a civis assassinados ocorreu porque o grupo de voluntários finlandeses comandado por Henn-Ants Kurg denominado "reconhecimento de longo alcance Erna" quebrou o bloqueio do Exército Vermelho e evacuou os civis.  

### Libertação de território
Em 6 de julho de 1941, uma ofensiva maior aconteceu em Vastseliina, onde os Irmãos da Floresta impediram a destruição soviética da cidade e prenderam os chefes dos batalhões de extermínio e os administradores comunistas locais. Em 7 de julho, os Irmãos da Floresta conseguiram hastear a bandeira da Estônia em Vasteliina. Võru foi posteriormente libertado e os Irmãos da Floresta reorganizados na milícia Omakaitse. 

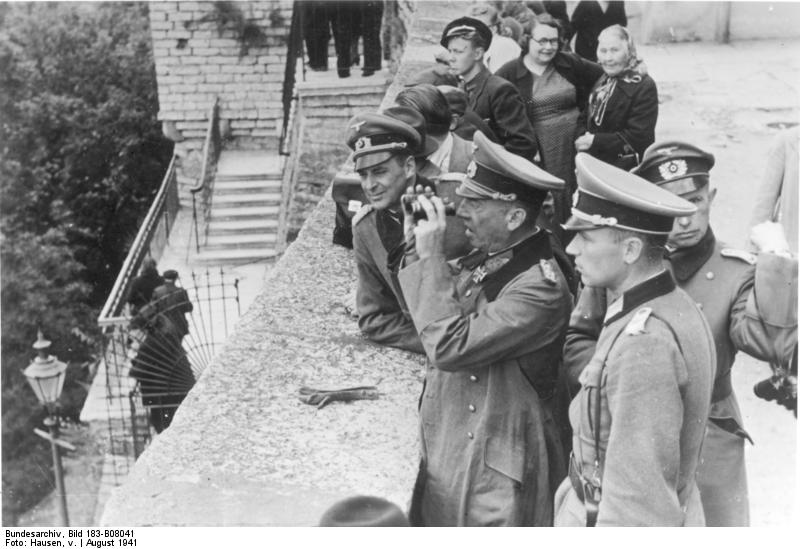
Georg von Küchler em Tallinn em agosto de 1941

A batalha de Tartu durou duas semanas e destruiu grande parte da cidade.  Sob a liderança de Friedrich Kurg, os Irmãos da Floresta expulsaram os soviéticos, atrás da linha Rio Pärnu – Rio Emajõgi e asseguraram o sul da Estônia em 10 de julho. O NKVD assassinou 193 pessoas em uma prisão de Tartu durante sua retirada em 8 de julho.

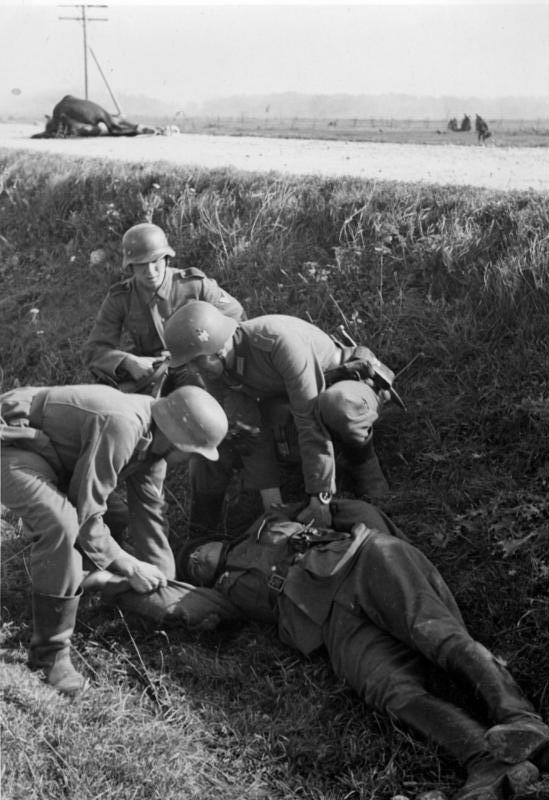
Soldados alemães na batalha de Saaremaa

O 18º Exército retomou o seu avanço na Estônia, colaborando com os Irmãos da Floresta. As forças conjuntas estónio-alemãs tomaram Narva em 17 de agosto. 

### Captura de Tallinn
No final de agosto, Tallinn estava cercada, enquanto no porto estava a maioria da Frota do Báltico da URSS. Em 19 de agosto, começou o ataque final alemão a Tallinn. As forças conjuntas estónia-alemãs tomaram a cidade em 28 de agosto. A evacuação soviética de Tallinn causou pesadas perdas. Naquele dia, a bandeira vermelha foi retirada em Pikk Hermann e substituída pela bandeira da Estônia. Depois que os soviéticos foram expulsos da Estônia, as tropas alemãs desarmaram os grupos dos Irmãos da Floresta.  A bandeira da Estônia foi substituída brevemente pela bandeira da Alemanha. 

### Operação Beowulf
Em 8 de setembro, unidades alemãs e estonianas lançaram a Operação Beowulf para expulsar as forças soviéticas do arquipélago da Estônia Ocidental. Lançaram uma série de ataques diversivos para confundir e distrair os defensores soviéticos. Em 21 de outubro, as ilhas foram capturadas. 

## Custos da guerra

### Vítimas civis

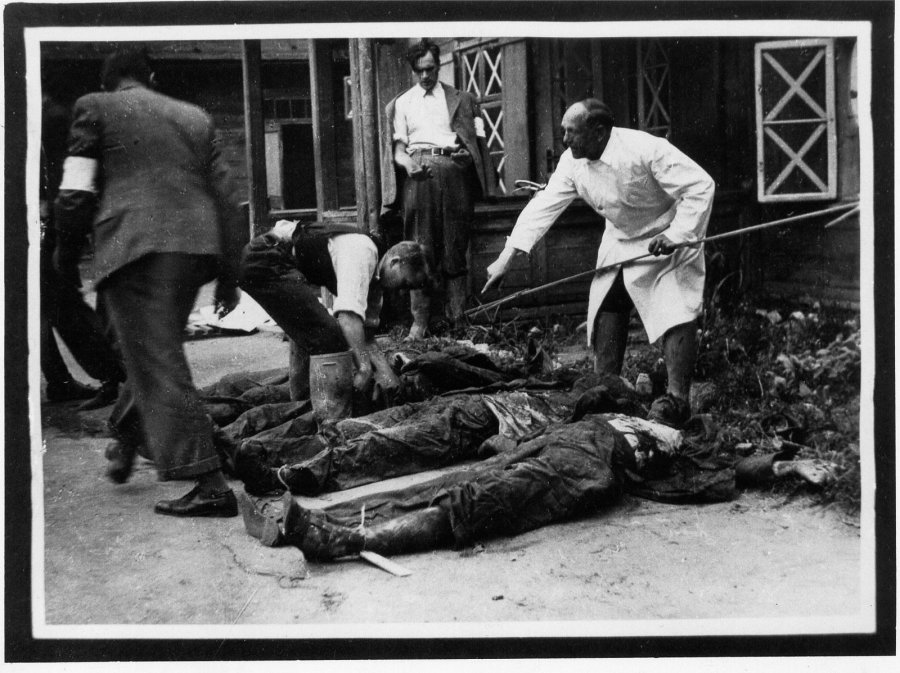
Vítimas do NKVD soviético em Tartu, Estônia, 1941

Paralelamente à batalha contra o grupo partisan e às forças soviéticas e à reintrodução da política da Terra Arrasada, o NKVD cometeu actos de terror contra a população civil, queimando edifícios, porque os seus ocupantes eram vistos como co-conspiradores.  Milhares de outros civis foram mortos, enquanto muitas cidades, escolas, serviços e outros edifícios foram incendiados. Em Agosto de 1941, toda a população de Viru-Kabala foi morta, incluindo uma criança de seis dias e uma criança de dois anos. Os Batalhões de Destruição dos soviéticos também ocasionalmente queimavam pessoas vivas.  No geral, os batalhões mataram 1.850 civis ou guerrilheiros desarmados. 

### Dano material

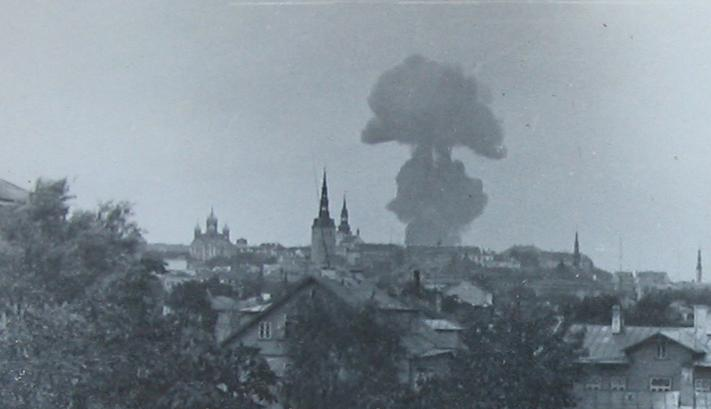
Nuvem de cogumelo vista de Tallinn, 1941

Durante os incêndios de 12 a 3 de julho, a sede da Liga de Defesa da Estônia, o campus da Faculdade de Veterinária e Agricultura da Universidade de Tartu e mais edifícios universitários foram incendiados. Várias bibliotecas da universidade e 135 grandes bibliotecas privadas foram destruídas, totalizando 465 mil livros, muitos materiais de arquivo e 2.500 peças de arte. Entre elas estavam as bibliotecas de Aino e Gustav Suits e Aurora e Johannes Semper. 
3.237 fazendas foram destruídas, enquanto 13.500 edifícios foram destruídos. Em comparação com 1939, em 1942, as populações animais diminuíram: os cavalos caíram 14%, o gado leiteiro caiu 34%, os porcos caíram 50%, os ovinos caíram 46% e as aves caíram 27,5%.  Muitos suprimentos foram saqueados para uso na União Soviética. 

## Resultado

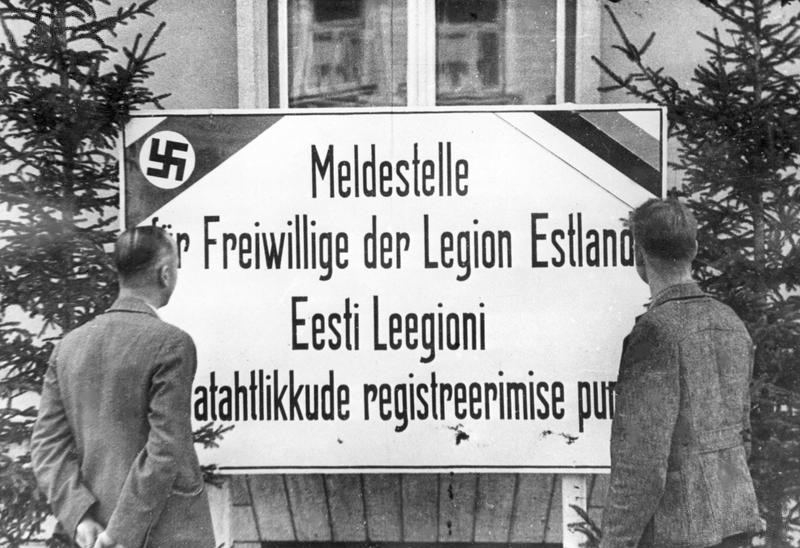
Ponto de recrutamento da Legião Estônia

Após a Guerra de Verão, as tropas da Wehrmacht entraram na União Soviética através dos Bálticos e recrutaram estonianos para fazerem parte da 20ª Divisão de Granadeiros Waffen da SS, da 15ª Divisão de Granadeiros Waffen da SS e da 19ª Divisão de Granadeiros Waffen da SS. 